# Геонейтрино
Геонейтрино — это нейтрино или антинейтрино, испускаемые при распаде радионуклидов внутри Земли. Нейтрино — легчайшие из известных субатомных частиц, у них отсутствуют измеримые электромагнитные свойства и они взаимодействуют только посредством слабого ядерного взаимодействия. Одной из главных задач новой области физики, нейтринной геофизики, является извлечение геологически полезной информации (например, численности отдельных геонейтрино-производящих элементов и их пространственное распределение в земных недрах).
Большинство геонейтрино — это электронные антинейтрино, появляющиеся в канале β− распада элементов Калия-40, Тория-232 и Урана-238. Вместе эти цепочки распада создают более 99 % современного уровня радиогенного теплового излучения изнутри Земли. В 2016 году геонейтрино наблюдались на двух нейтринных обсерваториях — в Камланде и Борексино. Предложено несколько проектов телескопов, которые смогут использоваться для обнаружения геонейтрино.

## Геология
| [ 1 ] | {\displaystyle {\begin{array}{rclr}{\ce {^{238}_{92}U}}&{\ce {->}}&{\ce {^{206}_{82}Pb}}+8\alpha +6e^{-}+6{\bar {\nu }}_{e}&+\ 51.698\,{\ce {MeV}}\\{\ce {^{235}_{92}U}}&{\ce {->}}&{\ce {^{207}_{82}Pb}}+7\alpha +4e^{-}+4{\bar {\nu }}_{e}&+\ 46.402\,{\ce {MeV}}\\{\ce {^{232}_{90}Th}}&{\ce {->}}&{\ce {^{208}_{82}Pb}}+6\alpha +4e^{-}+4{\bar {\nu }}_{e}&+\ 42.652\,{\ce {MeV}}\\{\ce {^{40}_{19}K}}&{\ce {->[{89.3\,\%}]}}&{\ce {^{40}_{20}Ca}}+e^{-}+{\bar {\nu }}_{e}&+\ 1.311\,{\ce {MeV}}\\{\ce {^{40}_{19}K}}+e^{-}&{\ce {->[{10.7\,\%}]}}&{\ce {^{40}_{18}Ar}}+\nu _{e}&+\ 1.505\,{\ce {MeV}}\end{array}}} |

Земля излучает тепло в размере около 47 ТВт (тераватт),, что составляет менее 0,1 % от мощности поступающей солнечной энергии. Часть этого тепла приходится на тепло, выделяющееся при распаде радиоактивных изотопов в недрах Земли. Существуют различные оценки этой энергии : от ~10 ТВт до ~30 ТВт.

## Изучение геонейтрино

Предсказания сигнала Геонейтрино на поверхности Земли в земных единицах нейтрино (ТНУ).

Радиогенное тепло от распада ^{232}-тория (фиолетовая линия) является наибольшим внутренним источником тепла Земли. Другими крупными поставщиками энергии являются ^{235}U (красная линия), ^{238}U (зеленая линия) и ^{40}K (желтая линия.

### Детекторы и результаты

#### Существующие детекторы
Камланд представляет собой 1,0 килотонный детектор, расположенный в нейтринной обсерватории в Японии. Впервые геонейтрино были обнаружены в 2005 году. Общее число наблюдавшихся антинейтрино составило 152.
Борексино — это 0.3 килотонный детектор в лаборатори Nazionali-дель-Гран-Сассо рядом с Л’Акуилой, Италия. В 2010 году в базе данных, собранных на протяжении 537 дней, были зафиксированы 15 событий-кандидатов.

#### Запланированные и предложенные детекторы
- Донный океанский Камланд-ОБК
- Юнона
- Цзиньпинский нейтринный эксперимент (сайт)-.[4]
- Лена в Фрежюс, Франция.[5]
- DUSEL в Хоумстейке в Южной Дакоте, США[6]
- в Бно (Баксанской нейтринной обсерватории) в России[7]
- Земля
- Hanohano .